# Sante Geronimo Caserio
Sante Geronimo Caserio (Motta Visconti, 8 de Setembro de 1873 – Lyon, 16 de Agosto de 1894) foi um anarquista nascido na Itália que apunhalou o presidente da República Francesa Marie François Sadi Carnot com um único golpe e o matou.

## Biografia

### Primeiros anos
Nascido na Lombardia, filho de uma família camponesa, era o mais novo de seis irmãos. Seu pai, que era marinheiro e deu-lhe o nome de "Geronimo" em uma homenagem ao líder apache, morreu vítima de pelagra (uma doença comum entre camponeses cuja má alimentação se limitava ao consumo de milho). Lembrado por ser uma criança muito bonita, foi muito requisitado para participar de procissões religiosas.
Não querendo se tornar um peso para a mãe que tanto amava, aos catorze anos de idade Sante Caserio deixou a casa de sua família e partiu para Milão. Lá conseguiu um emprego de aprendiz de padeiro e teve seus primeiros contatos com os meios anarquistas do final do século XIX.

### Juventude
Ainda em Milão envolveu-se com um pequeno coletivo chamado A pè ("A pé" em milanês, ou seja, "sem dinheiro"). Pietro Gori referindo-se a Caserio lembrou dele sempre como uma companhia muito generosa, era de costume vê-lo em frente ao mercado de mão-de-obra, distribuindo aos desempregados pão e livretos anarquistas que imprimia às custas de boa parte de seu ínfimo salário. Em 1892 foi sentenciado a oito meses de prisão por distribuir panfletos e livretos antimilitaristas. Identificado e fichado durante uma manifestação pública, foi forçado a fugir da Itália com a idade de dezoito anos.
Primeiro vai para a Suíça, em Lugano e Genebra. Muda-se em 21 de Julho de 1893 para Lyon, Vienne e Sète, na França, onde trabalha como mensageiro. Em seu país Caserio é declarado pelas autoridades como um desertor.

### Assassinato

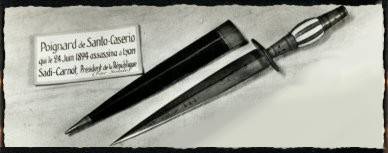
Punhal utilizado por Sante Caserio em sua ação.

Em 23 de junho de 1894 acaba demitido após uma discussão com seu patrão, recebendo 20 francos. Procura o faqueiro Guilhaume Vaux e compra dele uma adaga em estilo bérbere, com uma empunhadura de cobre, com listras intercaladas de veludo negro e vermelho, cores que simbolizam historicamente a Anarquia.
Por meses ele pensa a respeito de seu plano e ele decide executar o presidente francês que, como ouvira dizer, estaria em Lyon para uma visita a uma feira industrial. Caserio parte para Lyon na noite anterior ao atentado, e compra um panfleto com o programa em honra à visita do presidente. Aguarda até à noite quando se mistura com a multidão na Rue de la République.
Na noite de Domingo, 24 de Junho de 1894, após um banquete no Palais du Comerce o presidente Sadi Carnot, acompanhado de seus oficiais se dirige para o Grand Theatre onde um baile de gala havia sido programado em sua homenagem.
"A carruagem atravessava a Rua da República, em meio às aclamações da multidão bem conhecidas do presidente Carnot. Nos arredores da Bolsa um jovem correu de encontro ao veículo do presidente aparentemente com a intenção de apresentar a ele uma petição. O jovem era Caserio.— Manchester Guardian, 16 de agosto de 1894, Caserio na Guilhotina
Apunhalou com um só golpe o presidente Sadi Carnot entre o pescoço e o peito, o punhal ficou cravado e por alguns minutos ninguém se deu conta do que havia de fato ocorrido. Posteriormente em seu julgamento, Caserio descreveria o atentado com muitos detalhes:
"Comecei a ouvir que tocavam A Marselhesa […] Chegaram então, a passo miúdo, os militares sempre sobre os cavalos, dispostos em quatro grupos de quatro, com suas bandeiras. Depois das tropas veio o trombeteiro montado, mas sem som, então a segunda tropa passou igual à primeira. Logo veio a carruagem descoberta do Presidente da República; com os cavalos afastados apenas três passos atrás da cauda dos da tropa de soldados.
Quando os último cavaleiros da escolta passaram por mim, eu abri a minha jaqueta. Guardei o punhal, com o cabo levantado, no único bolso interno, à direita. O empunhei com a mão esquerda e com um movimento, empurrei para longe dois garotos que estavam na minha frente. Dirigi-me em bom passo, mas sem pular direto para o presidente, seguindo num movimento contrário ao movimento da carruagem. Subi no degrau externo do veículo, me apoiei agarrando com a mão esquerda na lateral, com a mão direita enterrei a adaga no peito do presidente. Deixei o punhal cravado; em seu pescoço um pedaço de jornal.
Pulando do carro eu gritei, não me lembro se forte ou fraco: "Viva La Rivoluzione". Assim que eu pulei, percebi que ninguém tinha me prendido e que ninguém parecia ter entendido o que estava acontecendo, então corri em torno da carruagem e dos cavalos presidenciais. E naquele momento gritei "Viva La Anarchia!" foi aí que os policiais me entenderam melhor. Então eu fui para a frente dos cavalos, para trás das luzes, para tentar me misturar à multidão e desaparecer. Passei por mulheres e homens e então atrás de mim eu ouvi um grito: "Agarrem-no!". Um policial chamado Nicolas Pietri me agarrou pelo colarinho da jaqueta e então outras vinte pessoas me cercaram.
Apesar de uma tentativa de cirurgia o presidente Carnot morre três horas mais tarde no hotel de Rhône, onde estava hospedado. Ao ser anunciado seu falecimento, movida por um afã nacionalista uma multidão passa a saquear lojas e atacar quaisquer símbolos relacionados à Itália. A embaixada italiana em Lyon é depredada e locais onde residiam imigrantes italianos como a rua de Barre também são alvos de ataques.

### Motivações

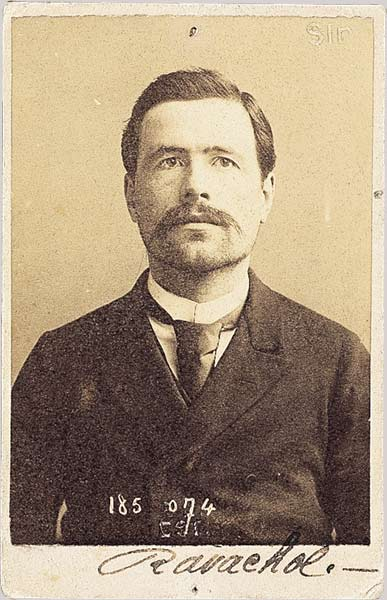
A foto de Ravachol que Sante Caserio enviou à viúva de Sadi Carnot momentos depois de matar seu marido.

Algumas horas após o assassinato uma outra dimensão da vingança de Sante Caserio se desdobrava. A viúva do presidente Sadi Carnot recebia em sua casa pelo correio uma foto de François Ravachol, anarquista executado dois anos antes pelo estado francês. No verso da foto enviada lia-se os seguintes escritos: 
Il est bien vengé— Está bem vingado
Ravachol era o nome pelo qual ficou conhecido François Koenigstein, um tintureiro de 33 anos que foi guilhotinado em Montbrison em 11 de julho de 1892 após cometer uma série de atentados e assaltos. Os assaltos alegaria Ravachol que os havia cometido por necessidade; já os atentados levara a cabo em protesto à execução de três anarquistas após uma manifestação em Paris. Em seu julgamento Ravachol disse:
"O motivo pelo qual cometi os atos pelos quais sou julgado são apenas a conseqüência lógica do estado de barbárie da sociedade que aumenta o número das vítimas através do rigor de suas leis contra suas consequências desenfreadas, sem jamais questionar suas causas."
Antes de seu exílio na França, Caserio havia sido preso na Itália, simplesmente por ter distribuído panfletos antimilitaristas. O contexto em que vive é importante para compreender seu ato. Pouco antes de apunhalar o presidente da República Francesa, Caserio acompanhou os sucessivos esforços do governo francês para assustar e "criminalizar" de forma pouco consistente a oposição popular que enfrentava por políticas de estado marcadamente antissociais e autoritárias. Entre 1892 e 1894, mais de 400 anarquistas foram jogados em prisões pestilentas e enviados a colônias penais pelo aparato estatal repressor francês.
Contra as terríveis políticas repressivas do governo Sadi Carnot, o também anarquista Auguste Vaillant decide lançar uma bomba dentro da Câmara dos Deputados em 9 de dezembro de 1893. Sem deixar ninguém morto, apenas alguns feridos, Vaillant, um pobre tecelão, é enviado para a morte na guilhotina em 3 de fevereiro de 1894. O próprio Caserio relembra Vaillant em seu depoimento, lembrando também a perseguição implacável e indistinta feita a outros anarquistas:
"Não muito tempo atrás, Vaillant jogou uma bomba na Câmara dos Deputados para protestar contra o presente sistema da sociedade. Ele não matou ninguém, apenas feriu algumas pessoas, mas ainda assim a justiça burguesa sentenciou-o à morte. E não satisfeitos com a condenação do homem culpado, eles começaram a perseguir os anarquistas e a prender não apenas aqueles que conheciam Vaillant, mas mesmo aqueles que meramente haviam estado presentes em qualquer encontro anarquista. (…) Senhores do júri, vocês são representantes da sociedade burguesa. Se vocês querem minha cabeça, tomem-na, mas não acreditem que fazendo isso vocês pararão a propaganda anarquista."— Citado por Emma Goldman em A psicologia da Violência Política
Na época o presidente Sadi Carnot recusou-se a perdoar August Vaillant, como também havia se recusado a perdoar Émile Henry, outro anarquista, guilhotinado em 21 de maio de 1894. Antes de morrer, Vaillant teria gritado: "Viva a Anarquia, minha morte será vingada!".

### Julgamento

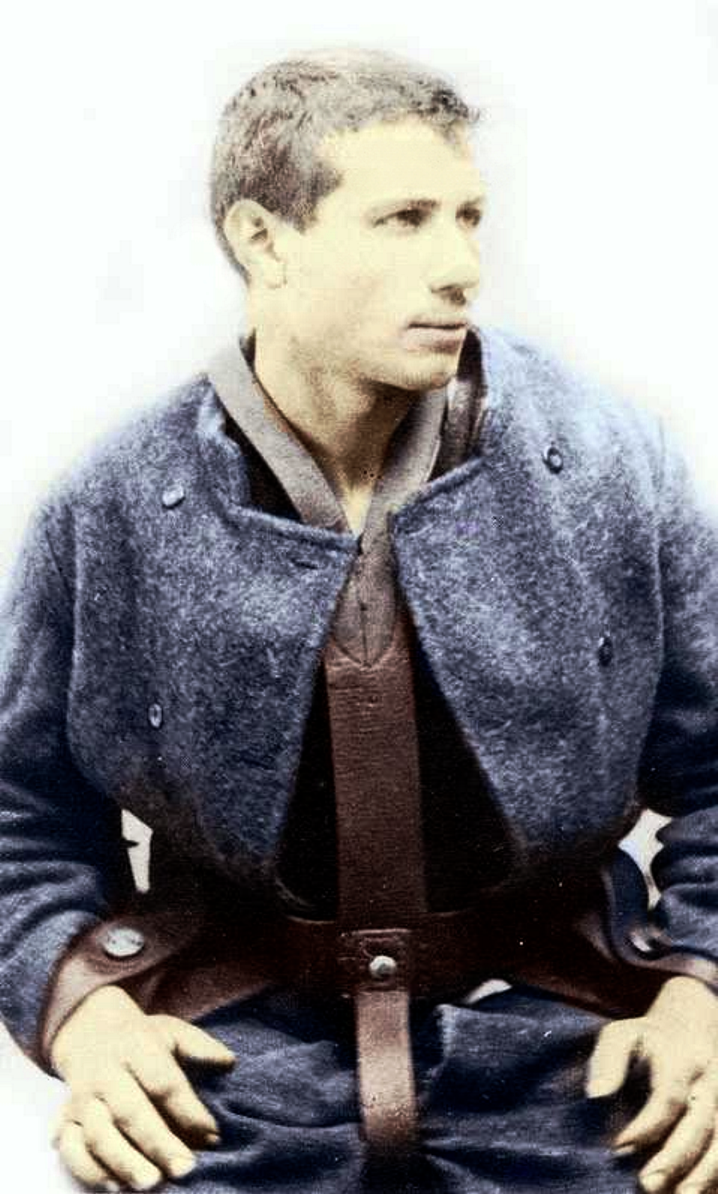
Sante Caserio amarrado com algemas de couro em uma foto da polícia francesa tirada em 3 de julho de 1897.

No dia 3 de agosto de 1894 Caserio foi julgado em uma tribunal militar em Ródano (Lyon). Apesar de sua recusa por aceitar um advogado que lhe defendesse, sua defesa alegórica é assumida por Maitre Dubreuil. Durante o processo se empenha em deixar claro que não possui qualquer arrependimento pelos seus atos, nem pede por perdão ou misericórdia aos juízes ou ao júri.
Seu advogado de defesa sugere a ele que entre com um recurso de "doença mental", mas Caserio se recusa afirmando ser saudável e não ter qualquer doença. Os juízes oferecem também a ele um atenuamento da pena para prisão perpétua se entregasse os nomes de seus cúmplices. Mas Caserio se recusa. Um trecho de uma canção de autoria de Pietro Gori — L'interrogatorio di Sante Caserio — faz menção a algumas de suas falas diante do tribunal.
Entra a corte, examina Caserio e
lhe perguntam se ele estava arrependido.
"Cinco minutos se fossem me dados,
um outro presidente eu teria matado."
"E reconhece este vosso punhal?"
"Sim eu o conheço, tem um cabo redondo,
no coração de Carnot, o penetrei bem fundo."
"E reconhece quem te fez companhia?"
"Sim reconheço, que sou da Anarquia.
"Caserio é um padeiro, não um espião."
É condenado à morte e recebe o veredito de pena de morte com um grito de "Viva a Revolução". Sua execução é definida para o dia 16 de agosto. Frente à condenação dirige-se para a audiência e profere suas últimas palavras no tribunal:

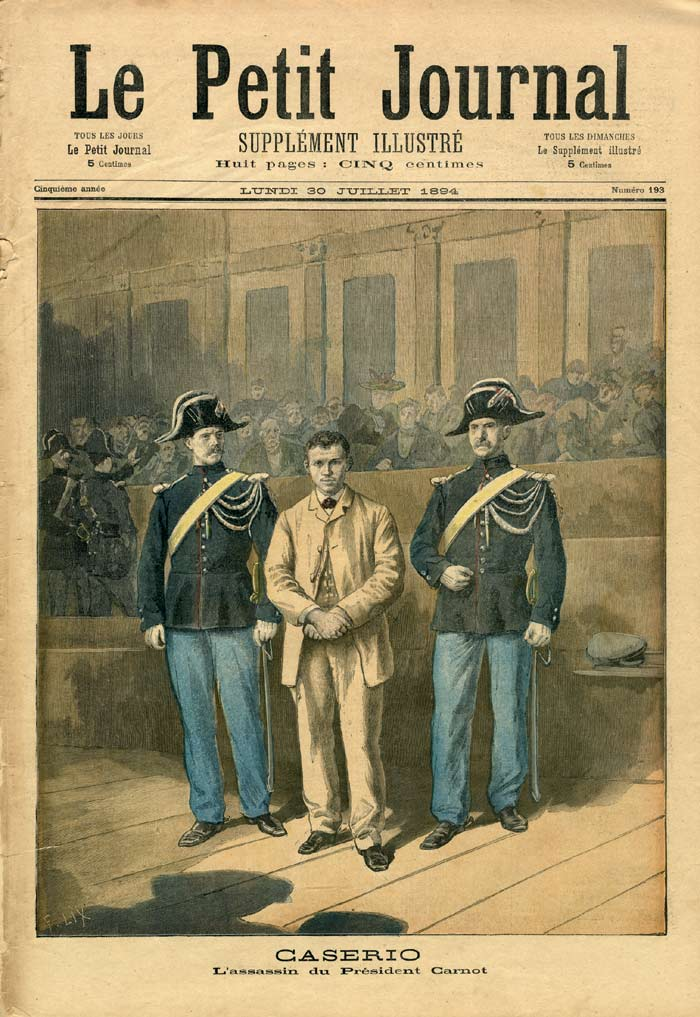
Capa do Le Petit Journal de 20 de julho de 1894.

Se os governantes podem usar contra nós rifles, correntes e prisões, nós devemos, nós os anarquistas, para defendermos nossas vidas, devemos nos ater às nossas premissas? Não. Pelo contrário, nossa resposta aos governantes será a dinamite, a bomba, o estilete, o punhal. Em uma palavra, temos que fazer todo o nosso possível para destruir a burguesia e o governo.
No fim do dia um padre conhecido de sua família e de sua cidade natal é levado até sua cela, mas Caserio o dispensa. Ao invés de se confessar opta por escrever uma última carta para sua mãe.
"Lyon, 3 de agosto de 1894
Querida mãe, te escrevo estas poucas linhas para que você saiba que a minha sentença é a pena de morte. Acho que não pensaste [mal] minha querida mãe de mim? Vão dizer que se cometi esse ato me tornei de fato [um delinqüente] e há também os que dirão um assassino, um malfeitor. Não é isso e você sabe que minha índole é boa, lembra da doçura que sempre tive quando estava junto de ti? Bem hoje minha índole é a mesma: cheguei a esse ponto justamente porque estava cansado de ver um mundo tão injusto. Dispensei o Sr. Alexandre, que veio me ver, pois não quero me confessar.
Adeus mãe querida e tenha uma boa lembrança de seu Sante que sempre lhe amou."
Com o veredito de Caserio, passam a ser registrados muitos atos de violência e intolerância por parte dos franceses contra os trabalhadores italianos, compatriotas do executor de seu presidente. Diversas pessoas são presas por protestarem contra o veredito de execução, entre elas Alexandre Dumas, filho que estava com setenta anos. Um prisioneiro é espancado também por demonstrar simpatia a Caserio.

### Execução

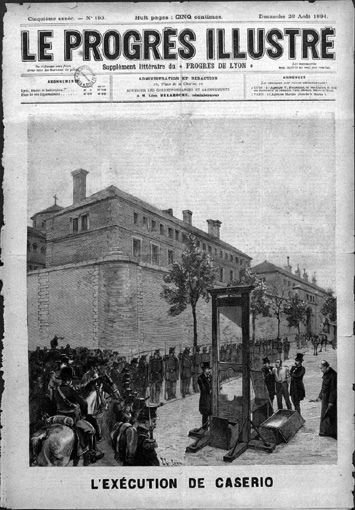
Capa do Le Progress Ilustré mostrando a execução de Sante Caserio.

Após o julgamento foi levado para a prisão de Saint-Paul também na cidade de Lyon, onde passou os treze dias seguintes trancado.
No dia programado para sua execução, foi mandado pela segunda vez um padre de Motta Visconti para sua cela para que ele se confessasse. Sante Caserio recusou-se a ouvir sua ladainha e enxotou-o para fora de sua cela. Três horas antes da execução, na madrugada do dia 16, um batalhão de infantaria e setenta homens da cavalaria posicionaram-se na frente da prisão, protegendo a guilhotina montada às três horas da manhã sob a supervisão do carrasco Louis Deibler, a cinquenta metros do portão. A eles se uniram gendarmes e outros policiais.
A operação de montagem da guilhotina durou uma hora, sendo acompanhada por cem pessoas, número baixo de espectadores, devido à chuva que caiu durante toda a noite. Um pouco antes da execução a chuva cessou e aos poucos uma multidão de curiosos se formou no local.
No cadafalso em frente à guilhotina, segundos antes de morrer, Caserio gritou à multidão:
Coraggio, compagni — e viva l' Anarchia!— Coragem, companheiros — e viva a Anarquia!
Aos 20 anos de idade Caserio foi guilhotinado na prisão de Saint-Paul em Lyon às quatro horas e cinquenta e cinco minutos da manhã do dia 16 de Agosto de 1894 diante de uma multidão de espectadores que festejavam a sua morte. A canção de Pietro Cini, Le ultime ore e la decapitazione di Caserio, registra que muitos dos presentes comemoraram a execução de Sante Caserio gritando "Viva o carrasco que cortou sua cabeça!".

## Legado e consequências

### Entre os estadistas
No plano estatal legal o assassinato é utilizado pelos deputados e Jean Casimir-Perier, primeiro-ministro do governo de Sadi Carnot, para começar uma implacável perseguição aos libertários, legitimada por um conjunto de leis que ficaram conhecidas entre os anarquistas como as lois scélérates (leis perversas), aprovadas em diversas instâncias naquele ano.
Sante Caserio tornou-se também o protagonista do sétimo capítulo do livro "Os Anarquistas", de Cesare Lombroso.

### Entre os anarquistas
Entre os anarquistas de todo o mundo, inclusive entre os franceses, o gesto de Sante Geronimo Caserio ganhou ressonância muito significativa; muitos grupos na França e nos Estados Unidos reconheceram a legitimidade de seu ato e passaram a considerá-lo um mártir anarquista.
Diversos poetas e compositores dedicaram-lhe músicas e versos. Um deles, o famoso advogado Pietro Gori que o conhecera em vida, passou a ser perseguido pelo governo da França onde estava exilado, acusado de ser o incitador do crime, em grande medida devido à composição de duas músicas em sua homenagem. Diante das acusações, Gori é obrigado a partir para Lugano, na Suíça. Ainda que em país estrangeiro continua sendo procurado pelas autoridades italianas. O retrato de Sante Caserio passa a ser exibido em diversas manifestações em diferentes lugares do mundo, como um símbolo da solidariedade internacional que permeia os laços da propaganda pela ação, e do direito de represália individual, propagandeado pelos anarco-ilegalistas.
Em 16 de agosto de 1895, em Ancona (Itália), no aniversário da decapitação de Sante Caserio, uma bomba explode no consulado francês quebrando portas e janelas. Em 16 de Fevereiro do ano seguinte (1896), na cidade de Buenos Aires, surge um livreto chamado Caserio, publicado em sua honra.

### Canções sobre Sante Caserio
Sobre a figura de Caserio posteriormente surgiram na tradição popular italiana uma série de narrativas e canções em sua memória. Escritas ou oralmente, um número significativo destas são ainda cantadas na atualidade. Alguns exemplos são:
- Le ultime ore e la decapitazione di Caserio, composta por Pietro Gori.
- Partito da Milano senza un soldo, de autoria desconhecida.
- Caserio passeggiava per la Francia, de autoria desconhecida.
- Sante Caserio uccisore di Sadi Carnot, de autoria desconhecida.
- La ballata di Sante Caserio, composta por Pietro Gori (ouvir)[ligação inativa].
- Il processo di Sante Caserio, de autoria desconhecida.
- Su fratelli pugnamo da forti, de autoria desconhecida.

### No teatro e no cinema
Em junho de 2006 estreou na cidade de Lyon o curtametragem Le Bal des Innocents (A miséria dos Inocentes) que busca adaptar a história do atentado de Sante Geronimo Caserio, seu julgamento e prisão aos dias atuais.